# Poul Hartling

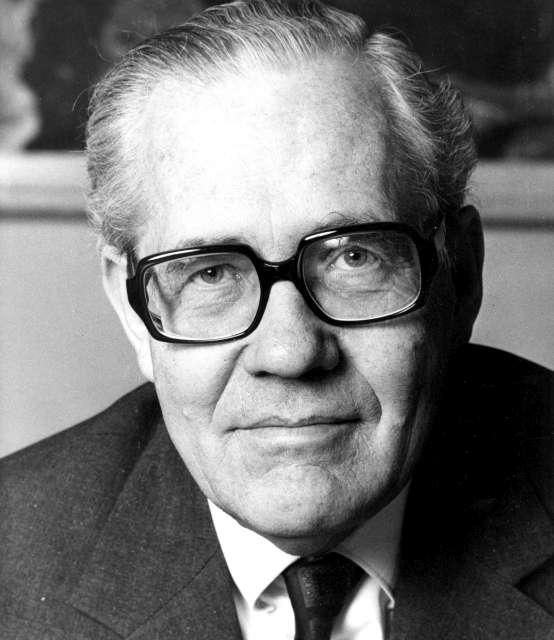
Poul Hartling

Poul Hartling (* 14. August 1914 in Kopenhagen; † 30. April 2000 ebenda) war ein dänischer liberaler Politiker der Partei Venstre und lutherischer Pfarrer. Von 1973 bis 1975 war er Ministerpräsident seines Landes und von 1978 bis 1985 Hoher Flüchtlingskommissar der Vereinten Nationen.

## Leben
Hartling studierte bis 1939 evangelische Theologie. Von 1934 bis 1935 war er Sekretär der christlichen akademischen Vereinigung, von 1939 bis 1942 war er Sekretär von Danmarks Kristelige Gymnasiastbevægelse. Von 1941 bis 1945 war er Kaplan der Frederiksberg Kirke und danach bis 1950 Pfarrer des Sankt Lukas Stiftelsen. Neben seiner Tätigkeit als Pfarrer unterrichtete er an der Universität Kopenhagen und der Menighedshøjskolen Marthabo. Ab 1945 war er Lehrer am N. Zahles Seminarium und von 1950 bis 1968 war er dessen Leiter. Sein christliches Engagement führte ihn in den Vorstand vieler christlichen Organisationen.
Hartling war von 1957 bis 1960 sowie erneut ab 1964 Mitglied des dänischen Folketing. Hartling wurde nach Erik Eriksen Parteivorsitzender und Vorsitzender der liberalen Parlamentsfraktion im Jahr 1965. 1968 berief ihn Hilmar Baunsgaard als Außenminister in sein Kabinett; von 1973 bis 1975 war Hartling selbst dänischer Ministerpräsident mit dem Kabinett Hartling. Von 1978 bis 1985 war er Hoher Flüchtlingskommissar der Vereinten Nationen.

## Auszeichnungen
- 1968: Komtur II. Klasse des Dannebrogordens[1]
- 1975: Komtur I. Klasse des Dannebrogordens[1]
- 1978: Großkreuz des Dannebrogordens[1]

## Werke
- Sursum Corda. Nogle Blade af den kristne Studenterbevægelses Historie 1892–1942 (zusammen mit Johannes Muller, 1942)
- Kirketankens Vækst paa Missionsmarken (1945),
- Kirkelig vejledning for sygeplejersker (1950)
- The Danish Church (1964)
- Den danske kirke (1967)